# Gabriele Gardel
Gabriele Gardel, né le 22 octobre 1977 à Milan, est un pilote automobile suisse.

## Carrière
- 1997 : Championnat d'Italie de Formule 3, 12e.
- 1998 : Championnat d'Italie de Formule 3, 14e.
- 1999 : Championnat d'Allemagne de Formule 3, 14e.
- 2000 : Formule 3000 italienne, non classé.
- 2001 : Euro Formule 3000, 9e.
- 2002 : Euro Formule 3000, non classé.
- 2004 : FIA GT, 3e (2 victoires).
- 2005 : FIA GT catégorie GT1, champion (3 victoires).
- 2006 : Le Mans Series catégorie GT1, champion (2 victoires).
- 2007 : Le Mans Series catégorie GT1, 4e.
- 2008 : Grand-Am, 21e
- 2009 : Porsche Carrera Cup Italie
- 2010 : Le Mans Series catégorie GT1, champion.
- 2010 : 24 Heures du Mans catégorie GT1, vainqueur.
- 2010 : Intercontinental Le Mans Cup catégorie GT1, champion.